# Сингальська мова

Кількість мовців сингальською у відсотках

Синга́льська мо́ва — мова сингалів, найбільшої етнічної групи Шрі-Ланки. Мова належить до індоарійських мов індоєвропейської мовної родини. Вона рідна для 15 млн людей. Інші народи Шрі-Ланки знають її, оскільки вона одна з офіційних мов країни поряд із тамільською та англійською.
Сингальська мова використовує свою власну сингальську абетку, різновид брахмі.
Сингальська мова виникла, коли в 5 ст. до н.е. на острів прибули індо-арійські племена і потіснили місцеве населення: племена якка та нага. Надалі значно вплинули на мову мігранти із Бенгалії. Сингальська мова пройшла стадії сингальського пракриту (до 3 ст. н. е.), протосингальської мови (3-7 ст. н. е.), середньовічної сингальської (7-12 ст.), сучасної сингальської (починаючи з 12 ст.).
Найбільш близькою мовою до синґальської є мальдівська мова (діверхі). Також на синґальській мові заснована креольська мова ведда, якою говорить аборигенне населення Шрі-Ланки.
Характерна відмінність сингальської від інших індоарійських мов у втраті аспірації при вимові вибухових приголосних, втраті довгих голосних та спрощенні кластерів приголосних, перехід звуку «дж» у «д».
Перші написи синґальською мовою датуються III і II століттями до н. е., перші літературні твори — X століттям.